# Dąbrówka Wielka (przystanek kolejowy)
Dąbrówka Wielka – zlikwidowany przystanek kolejowy w Piekarach Śląskich, w dzielnicy Dąbrówka Wielka, w województwie śląskim, w Polsce. Został zamknięty w 1968 roku.